# Lamberto Dalla Costa

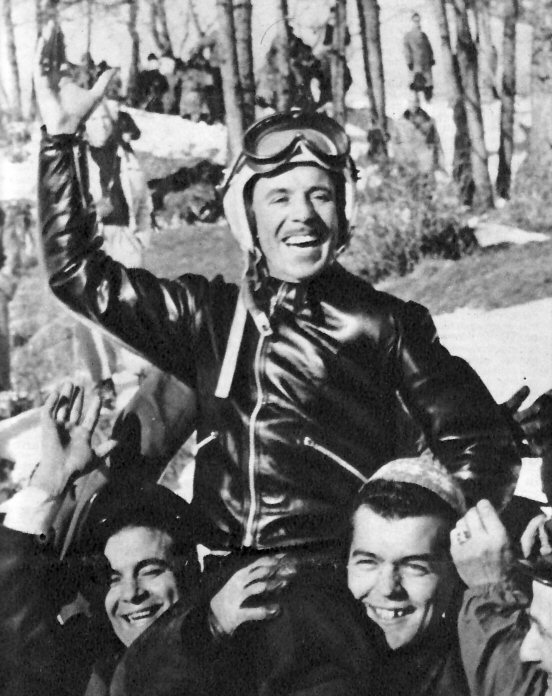

Lamberto Dalla Costa (* 14. April 1920 in Crespano del Grappa; † 29. Oktober 1982 in Bergamo) war ein italienischer Bobfahrer und Olympiasieger.

## Werdegang
Während des Zweiten Weltkrieges meldete sich Dalla Costa freiwillig zur Regia Aeronautica, der italienischen Luftwaffe. Er flog Kampfflugzeugeinsätze und wurde zum Feldwebel befördert.
Im Jahr 1951 wurde Dalla Costa im Rang eines Oberfeldwebels für Tests zur Rekrutierung von Bobpiloten ausgewählt. Obwohl er nie Leistungssport auf hohem Niveau betrieben hatte, zeigte er große Fähigkeiten für den Bobsport. Zusammen mit dem Luftwaffenmajor Giacomo Conti bildete Dalla Costa ein Bobteam, das fast ausschließlich auf der Pista olimpica di bob von Cortina d’Ampezzo trainierte und fuhr. Mit dem Heimvorteil gewann das Team bei den Olympischen Winterspielen 1956 die Goldmedaille im Zweierbob, mehr als eine Sekunde vor dem Bob Italien I, der vom legendären Eugenio Monti pilotiert wurde. Dieser Olympiasieg stellt die einzige Goldmedaille Italiens bei Olympischen Spielen im eigenen Land dar.
Bei der Weltmeisterschaft 1957 belegten Dalla Costa und Conti den vierten Platz im Zweierbob und zogen sich danach vom Bobsport zurück. 1965 wurde Lamberto Dalla Costa vom italienischen Olympischen Komitee (CONI) mit der Medaglia al Valore Atletico in Gold ausgezeichnet.
Lamberto Dalla Costa starb im Oktober 1982 im Alter von 62 Jahren in Bergamo.